# Miletus tayoyana
Miletus tayoyana är en fjärilsart som beskrevs av Evans 1932. Miletus tayoyana ingår i släktet Miletus och familjen juvelvingar. Inga underarter finns listade i Catalogue of Life.